# Motor Launch
Motor launch (ML  — англ. моторні катери) — невеликі військові судна Королівських військово-морських сил. Вони були розроблені для захисту гаваней та полювання за підводними човнами або для швидких рятувальних операцій на морі.

## Служба під час Першої світової війни
Хоча вони були невеликими за морськими стандартами, вони все ж були довшими за попередні берегові моторні човни довжиною 40 та 55 футів. Перші моторні катери були прийняті на озброєння під час Першої світової війни. 580 катерів довжиною 24 метри було побудовано американською компанією Elco на замовлення адміралтейства, вони отримали назву від ML-1 до ML-580. Вони перебували на службі з 1916 і до кінця війни у Королівських ВМС захищаючи узбережжя Великої Британії від німецьких субмарин. Перші екземпляри, в тому числі ML 1, також несли службу Перській затоці у червні 1916. FПісля Комп'єнського перемир'я 1918 12 флотилія моторних катерів Королівських ВМС пройшла вниз Рейном виконуючи обов'язки рейнської патрульної флотилії.

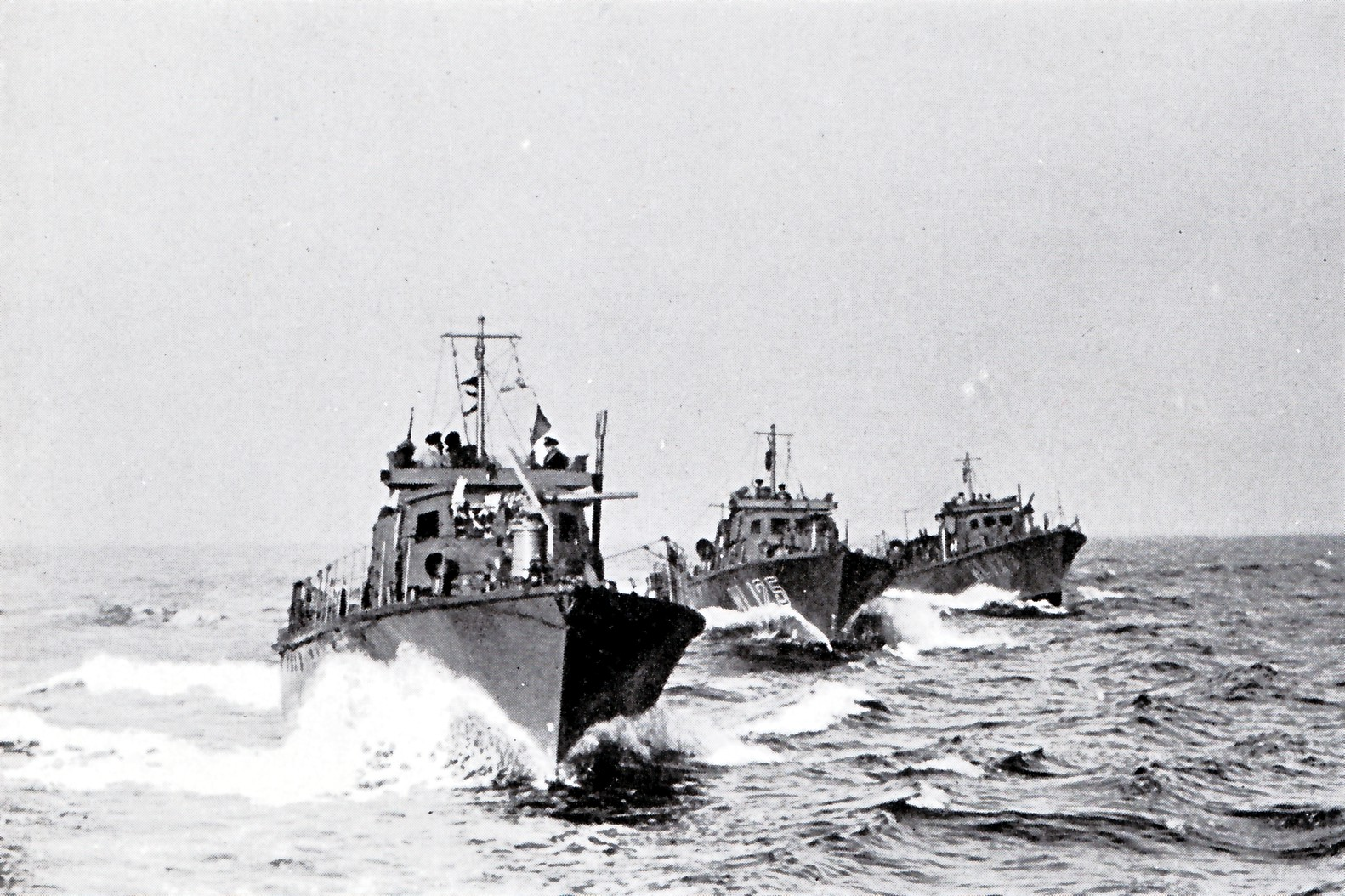
Моторні катери ВМС Норвегії виходять з Дувру під час Другої світової війни.

## Період Другої світової війни
| Тип                           | Довжина        | Ширина    | Швидкістьсть          | Рік     | Загальна кількість | Втрачено | Використання                                                             |
| ----------------------------- | -------------- | --------- | --------------------- | ------- | ------------------ | -------- | ------------------------------------------------------------------------ |
| Моторний катер Fairmile A     | 110 ft         | 57 тонн   | 25 вузлів (46 км/год) | 1939    | 12                 |          | Мисливець за підводними човнами, пізніше мінний загороджувач             |
| Моторний катер Fairmile B     | 112 фут (34 м) | 85 тонн   | 20 вузлів (37 км/год) | 1940-45 | 1,284              |          | Мисливець за підводними човнами, пізніше рятування з води збитих пілотів |
| Моторний катер захисту гавані | 72 фут (22 м)  | 54 тонн   | 12 вузлів (22 км/год) | 1940-45 | 486                | 47       | Захист гаваней; протичовновий захист                                     |
| RAF Type 2 Whaleback          | 63 фут (19 м)  | 21.5 тонн | 36 вузлів (67 км/год) | 1940-42 | 70                 |          | Рятування екіпажів збитих кораблів, загалом у Ла-Манші                   |

Після війни багато катерів переробили на прогулянкові човни. Деякі з них знаходяться в Національному реєстрі історичних суден.